# Chámovod
Chámovod (latinsky: ductus deferens, také zřídka semenovod) je tlustostěnný kanálek, který u samců savců spojuje vývod nadvarlete a močovou trubici. Při ejakulaci slouží k transportu spermií.

## Popis
Chámovody jsou párové, trubicovité orgány s tuhou stěnou, která je tvořena hlavně vrstvami hladké svaloviny. Plynule navazuje na kanálek ocasu nadvarlete (ductus epididymis), vystupuje z nadvarlete a podél jeho těla pokračuje společně s cévami v semenném provazci přes přední plochu tříselních kostí k tříselným kanálem dále do pánevní dutiny. Při svém průběhu šourkem je hmatný.
V pánevní dutině se chámovod odkloní od cév a pokračuje samostatně za na zadní plochu močového měchýře. Zde se rozšiřuje v ampulu chámovodu. Pak se ampula na každé straně spojí v posledním úseku s vývodem  semenných váčků  do páru ejakulačních vývodů. Ty pak ústí ve dvojici na semenném hrbolku v prostatické části močové trubice. U člověka je chámovod 35–40 cm dlouhý a zhruba 3–4 mm v průměru. Relaxovaný průsvit je okolo jednoho milimetru, zbytek tvoří jeho stěna.

## Funkce při rozmnožování
Při ejakulaci dojde pod vlivem sympatiku ke kontrakci chámovodu a k přimísení části obsahující spermie do spermatu a s ním do močové trubice. Odkud je pak dalšími rytmickými kontrakcemi svaloviny vystříknuto ven.
Kromě toho je stěna ampuly chámovodu vystlaná sekrečním epitelem a sekret těchto žlázek je součástí spermatu. Ampula se proto také řadí mezi přídatné pohlavní žlázy, jejíchž výměšek se tvoří společně se spermiemi vlastní sperma a zvyšuje životaschopnost spermií a jejich šanci na úspěšné oplození vajíčka. Ačkoli jde o nejpodstatnější část, podíl této části na objemu vypuzeného spermatu je velmi malý, nepřesahuje 5%.
Podvázání chámovodů, tedy vasektomie, je metoda mužské sterilizace, tedy antikoncepce. Jedná se o malý, ambulantně prováděný zákrok, při kterém se chámovody při svém průběhu šourkem přetnou a konce se podváží. Důsledkem je trvalá neplodnost muže (spermie se nestávají součástí ejakulátu) bez snížení libida nebo schopnosti mít pohlavní styk. Obnovení plodnosti vasovasostomií (opětovným spojením přetnutých částí) je možné. Úspěšnost se pohybuje okolo 60 až 90 %, s rostoucím časovým odstupem od vasektomie klesá, je pak vhodný jiný postup.